# 庫什拉 (阿拉巴馬州)
庫什拉（英語：Kushla）是一個位於美國阿拉巴馬州莫比爾縣的非建制地區。該地的面積和人口皆未知。

## 地理
庫什拉的座標為30°48′56″N 88°09′29″W / 30.81556°N 88.15806°W，而該地的平均海拔高度為19米（即62英尺）。